# 結城林蔵
結城 林蔵（ゆうき りんぞう、1866年－1945年）は、明治・大正・昭和期にかけての日本の写真技術家（製版術・写真工芸）。

## 出生と青年期
『幕末明治の写真師 総覧』によれば、新潟県六日町（現在の南魚沼市）の出身である。昭和9年版（1934年）の『日本人事名鑑』記載の「結城林蔵」の項によれば、慶応2年2月（西暦1866年3月下旬または4月上旬）新潟県の久保田勘治の二男として出生し、明治19年（1886年）同県農業学校を卒業。結城義節の養子となり養父義節の二女とめと結婚して（養子・結婚の時期は不明）結城家の家督を明治28年（1895年）に相続している。
結城の卒業した新潟県農業学校がいかなるものかは不明。因みに、旧制新潟県立農林学校は1903年の創立とされていて該当しない。ところが、『幕末明治の写真師 総覧』によれば、1984年（明治17年）18歳の頃に、長岡町（現在の長岡市）に移転してきた県営農業試験所兼農業教育機関である「新潟勧農場」に入学、卒業後の1888年（明治21年）に参謀本部陸地測量部に入り、そこで写真および製版技術を習得したとある。また、同『総覧』によれば、新潟勧農場とは、後の新潟県農学校（農業学校ではない）であり、現在の新潟県農業総合研究所であると紹介している。

## 経歴

### 東京高等工業学校と欧州留学
1900年、当時蔵前にあった東京高等工業学校（現東京科学大学理工学系）で写真技術を講じ、東京高等工業学校助教授の身分で1902年11月29日より1905年3月25日まで、文部省留学生としてドイツおよびオーストリアで写真技術を学ぶ。

### 東京美術学校
帰国後、東京高等工業学校教授を経て、1914年、上野の東京美術学校（現東京藝術大学）に写真製版科が新設されたのに伴い、同校教授同科科長に就任する。エッチングなどの指導を行った。同年、東京写真研究会審査員となる。

### 小西写真専門学校
1923年、小西写真専門学校（現東京工芸大学）設立に当たって初代校長に就任する。

## 著書
- 結城林蔵、安田録造　講述『寫眞及製版講義』東京：元元堂書房、1907年
- 結城林蔵、田中孫六　共著『新編製版印刷術』東京：博文館、1909年
- 結城林蔵、田中孫六　共著『実用写真術』東京：博文館、1910年
- 結城林蔵、田中孫六　共著『寫眞術便覧：最新處方』東京：博文館、1912年